# Maden
Maden är en våtmark nära Lemnhult, som tidigare varit uppdämd till en sjö i Vetlanda kommun i Småland och ingår i Emåns huvudavrinningsområde.